# 邊連寶
边连宝（1700年—1773年），字趙珍，後改肇畛，號隨園，晚號舜仙、茗憚居士，直隸河間府任丘縣边各庄村人。

## 生平
边汝元之子。康熙三十八年出生，与纪昀、戈涛等被誉为“河间七子”。與杭州袁枚並称“南北两随园”。雍正十三年（1735年）貢成均，廷试第一。好杜詩。晚年自号茗禅居士。乾隆三十八年（1773年）卒。著有《随园诗草》、《边肇畛先生文稿》、《杜律启蒙》等。

## 外部連結
- 《边随园集》再现清代诗人边连宝文采 （页面存档备份，存于） 光明日报